# Bulbine diphylla
Bulbine diphylla là một loài thực vật có hoa trong họ Thích diệp thụ. Loài này được Schltr. ex Poelln. miêu tả khoa học đầu tiên năm 1944.